# Сильвин
Сильви́н — минерал класса галоидов, имеющий формулу хлорида калия (КCl).
Впервые найден и описан в 1832 году на горе Везувий (Неаполь, Италия). Назван в честь химика Франциска Сильвия (1614—1672).

## Свойства
Кубическая сингония. В кристаллохимической структуре минерала шесть катионов калия и анион хлора. Габитус кубический, реже октаэдрический и призматический. Спайность совершенная по {100}. Двупреломление по {111} у искусственных кристаллов. Агрегаты: зернистые, крупнокристаллические, шестоватые и параллельно-волокнистые, встречается в виде зернистых масс. Цвет часто красный, что обусловлено примесью тонкодиспергированного гематита, также может быть бесцветным, аллохроматичен. Блеск стеклянный, тусклый. Твердость по Моосу 2. Плотность 1,99. Растворим в воде; имеет характерный вкус (в отличие от галита) солоновато-горький, едкий; жирный на ощупь. Содержит 52,5 % калия. Хрупок, имеет высокую теплопроводность, легко растворяется в воде, гигроскопичен.

## Месторождения и образование
Сильвин имеет осадочное, хемогенное происхождение, в усыхающих соляных озёрах; обычен в верхах соленосных скоплений. Продукт сублимации на стенках кратеров вулканов и в трещинах застывших лав. Встречается в Германии, Великобритании, Канаде (Саскачеван), США (Юта, Техас), Индии, Италии (Этна, Везувий), России (Верхнекамское месторождение, Гремячинское месторождение), Белоруссии (Старобинское месторождение), Франции (Эльзас), Польше (Куявия), Украине, Узбекистане (Тюбегитангское месторождение), Туркменистане (Гарлыкское и Карабильское месторождения, которые были открыты в 1974 году советским ученым Сергеем Рогановым).

## Применение
Вместе с галитом сильвин широко применяется в сельском хозяйстве как калийное минеральное удобрение и частично в химической, медицинской, легкой, строительной и стекольной промышленностях.